# Мајанце
Мајанце (алб. Majanc) је насељено место у општини Подујево, Косово и Метохија, Република Србија.

## Демографија
| Демографија | Демографија | Демографија |
| Година      | Становника  | Становника  |
| ----------- | ----------- | ----------- |
| 1948.       | 861         |             |
| 1953.       | 1.084       |             |
| 1961.       | 1.183       |             |
| 1971.       | 1.423       |             |
| 1981.       | 1.737       |             |
| 1991.       | 1.976       |             |

## Познате личности
- Ардијан Исмајли, албански фудбалер